# Radzanów (województwo lubelskie)
Radzanów – wieś w Polsce położona w województwie lubelskim, w powiecie chełmskim, w gminie Sawin.
| SIMC    | Nazwa      | Rodzaj    |
| ------- | ---------- | --------- |
| 0107130 | Ciemniejów | część wsi |

W latach 1975–1998 miejscowość położona była w województwie chełmskim.
Administracyjnie wieś jest sołectwem. Według Narodowego Spisu Powszechnego (III 2011 r.) liczyła 71 mieszkańców i była dziewiętnastą co do wielkości miejscowością gminy Sawin.
Wierni Kościoła rzymskokatolickiego należą do parafii Matki Bożej Wspomożenia Wiernych w Bukowej Wielkiej.